# Außenseiter
Ein Außenseiter ist jemand, der einer sozialen Gemeinschaft zwar zugehört, in dieser Gemeinschaft aber nicht voll integriert ist. Der Begriff ist Gegenstand soziologischer, psychologischer und kulturwissenschaftlicher Betrachtung.
Außenseiter sind mithin Personen oder soziale Gruppierungen (soziologisch: „Akteure“ bzw. „kollektive Akteure“),
- die außerhalb gesellschaftlicher Gruppen stehen;
- die von einer anderen Gruppierung aufgrund unterschiedlicher Normen ausgegrenzt oder ausgeschlossen werden;
- die von einer Gruppe kollektiv als „unsympathisch“ eingestuft und damit psychisch stigmatisiert werden;
- die sich in einem bestimmten Bereich als Nichtfachleute oder „Uneingeweihte“ herausstellen oder sich selbst als solche empfinden;
- die sich aus unterschiedlichen Gründen nicht in eine Gemeinschaft integrieren wollen oder auch auf bereits erfolgte Ausgrenzung mit einer Selbstausgrenzung antworten.[1]

## Soziale Kompetenz und Gesundheit
Der Psychologe Daniel Goleman führt unfreiwilliges Außenseitertum bei Kindern hauptsächlich auf mangelnde emotionale und soziale Kompetenz zurück. Besonders betroffen seien schüchterne, zaghafte und ängstliche Kinder sowie aggressive, die zu Wutausbrüchen neigten und Signale aus ihrer Umwelt vorschnell als Ausdruck von Feindseligkeit deuteten. Über solche Eigenarten des individuellen Temperaments hinaus handle es sich um „sozial unmusikalische“ Kinder, deren „soziale Ungelenkigkeit“ dazu führe, dass sich andere unbehaglich fühlten. Sie verstünden emotionale Signale nicht richtig und würden von Gleichaltrigen nicht als Kinder eingeschätzt, mit denen man Spaß haben könne.
Wenn diese Situation lange andauere, würden laut Jeffrey Parker und Steven Asher durch die erzwungene oder aus eigenem Antrieb gesuchte Isolierung des Kindes Gelegenheiten zum weiteren sozialen Lernen versäumt. Das Außenseitertum könne sich so bis ins Erwachsenenalter fortsetzen und dort zu Partnerschafts- und anderen Problemen führen. Der Psychologe Emory L. Cowen (University of Rochester) wies bereits 1973 darauf hin, dass die Beliebtheit eines Kindes während des dritten Schuljahres ein starker Prädiktor für die seelische Gesundheit sei, die derselbe Mensch im Alter von 18 Jahren haben werde.
Eine Langzeitstudie der Universität Stockholm, die die Entwicklung von über 14.000 Schülern der Jahrgänge 1953 von 1966 bis zum Jahre 2003 verfolgte, zeigte eine erhöhte Anfälligkeit an körperlichen und seelischen Krankheiten sowie Verhaltensauffälligkeiten im späteren Leben der sozial isolierten Jugendlichen. Der Psychologe Steven Asher (University of Illinois) hatte 1987 mit einer Methode Erfolg, unbeliebte Kinder durch Training sozialer Fähigkeiten besser in ihre Klassenverbände zu integrieren. Ein ähnliches Projekt führte zwei Jahre später ebenfalls erfolgreich Stephen Nowicki (Emory University) durch.